# Liste der FFH-Gebiete im Landkreis Würzburg
Die Liste der FFH-Gebiete im Landkreis Würzburg zeigt die FFH-Gebiete des unterfränkischen Landkreises Würzburg in Bayern.
Teilweise überschneiden sie sich mit bestehenden Natur-, Landschaftsschutz- und EU-Vogelschutzgebieten.
Im Landkreis befinden sich insgesamt 14 und zum Teil mit anderen Landkreisen überlappende FFH-Gebiete.